# Vlag van Balen
De vlag van Balen werd door de gemeenteraad op 17 december 1987 officieel vastgesteld als de gemeentelijke vlag van de Antwerpse gemeente Balen. Op 1 maart 1988 werd hij door het Bestuur van Vlaanderen bevestigd en uiteindelijk gepubliceerd op 16 september 1988 in het officiële Belgisch Staatsblad.
Officieel wordt de vlag beschreven als:
Blauw met een geel schuinkruis.
De vlag is volledig gebaseerd op het gemeentewapen en ziet er dus helemaal hetzelfde uit.

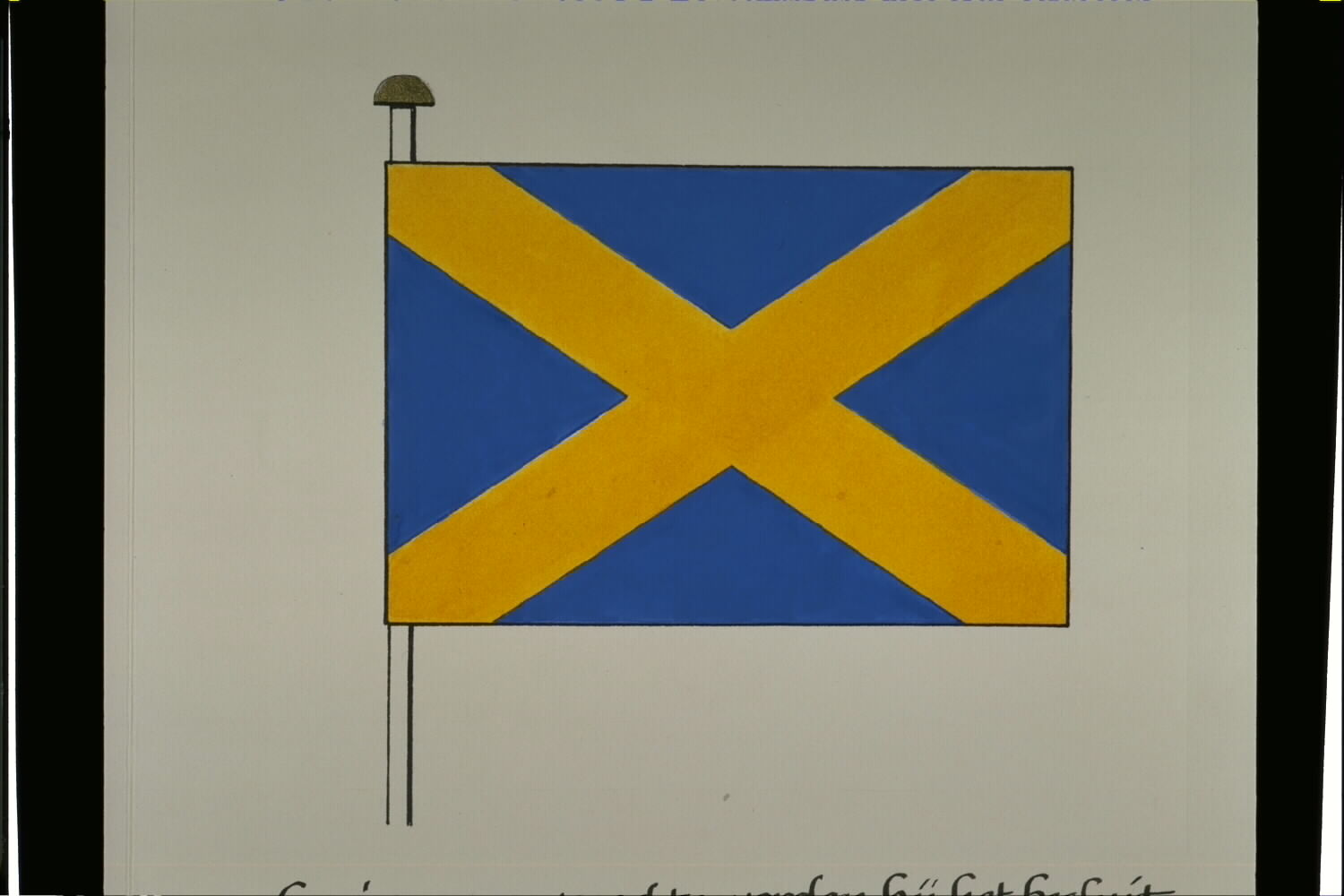
Officiële tekening van de vlag